# Тютчева Слобода
Тютчева Слобода (рос. Тютчева Слобода) — присілок в Дубровському районі Брянської області Російської Федерації.
На 2013 рік населення становить 12 осіб. Входить до складу муніципального утворення Пеклинське сільське поселення.

## Історія
Від 2005 року входить до складу муніципального утворення Пеклинське сільське поселення.

## Населення
| 2010 | 2013 |
| ---- | ---- |
| 14   | ↘12  |